# Shorttrack op de Olympische Winterspelen 2022 - 1500 meter vrouwen
De 1500 meter voor vrouwen tijdens de Olympische Winterspelen 2022 vond plaats op 16 februari 2022 in het Capital Indoor Stadium in Peking. Regerend olympisch kampioene was de Zuid-Koreaanse Choi Min-jeong. Zij prolongeerde haar titel.

## Tijdschema
| Datum                | Lokale tijd | MET   | Ronde         |
| -------------------- | ----------- | ----- | ------------- |
| woensdag 16 februari | 19:30       | 12:30 | Kwartfinales  |
| woensdag 16 februari | 20:15       | 13:15 | Halve finales |
| woensdag 16 februari | 21:11       | 14:11 | Finales       |

## Uitslag
Legenda:
- ADV = Advance (toevoeging)
- ADVB = Advance naar de B-finale (toevoeging)
- DNF = Did Not Finish
- DNS = Did Not Start
- OR = Olympisch record
- PEN = Penalty
- YC = Yellow Card
- Q = Directe kwalificatie voor de volgende ronde
- QB = Kwalificatie voor de B-finale
- q = Kwalificatie beste vierde plaatsen

### Kwartfinales
Kwartfinale 1
| # | Naam              | Land       | Tijd     | Opm. |
| - | ----------------- | ---------- | -------- | ---- |
| 1 | Choi Min-jeong    | Zuid-Korea | 2:20,846 | Q    |
| 2 | Petra Jászapáti   | Hongarije  | 2:22,115 | Q    |
| 3 | Zhang Yuting      | China      | 2:22,161 | Q    |
| 4 | Rianne de Vries   | Nederland  | 2:22,244 | ADV  |
| 5 | Arianna Sighel    | Italië     | 2:22,318 |      |
| 6 | Gwendoline Daudet | Frankrijk  | 2:23,607 |      |

Kwartfinale 2
| # | Naam              | Land             | Tijd     | Opm. |
| - | ----------------- | ---------------- | -------- | ---- |
| 1 | Kim A-lang        | Zuid-Korea       | 2:32,879 | Q    |
| 2 | Arianna Fontana   | Italië           | 2:32,946 | Q    |
| 3 | Corinne Stoddard  | Verenigde Staten | 2:33,329 | Q    |
| 4 | Kamila Stormowska | Polen            | 2:33,603 |      |
| 5 | Julie Letai       | Verenigde Staten | 2:36,214 | ADV  |
|   | Anna Seidel       | Duitsland        |          | PEN  |

Kwartfinale 3
| # | Naam             | Land             | Tijd     | Opm. |
| - | ---------------- | ---------------- | -------- | ---- |
| 1 | Kristen Santos   | Verenigde Staten | 2:21,027 | Q    |
| 2 | Xandra Velzeboer | Nederland        | 2:21,148 | Q    |
| 3 | Sumire Kikuchi   | Japan            | 2:23,359 | Q    |
| 4 | Danae Blais      | Canada           | no time  |      |
|   | Zsófia Kónya     | Hongarije        |          | PEN  |
|   | Olga Tikhonova   | Kazachstan       |          | PEN  |

Kwartfinale 4
| # | Naam                 | Land            | Tijd     | Opm. |
| - | -------------------- | --------------- | -------- | ---- |
| 1 | Courtney Sarault     | Canada          | 2:20,365 | Q    |
| 2 | Anna Vostrikova      | Russische ploeg | 2:21,113 | Q    |
| 3 | Han Yutong           | China           | 2:21,191 | Q    |
| 4 | Michaela Hrůzová     | Tsjechië        | 2:21,278 | q    |
| 5 | Valentina Aščić      | Kroatië         | 2:21,456 |      |
| 6 | Tifany Huot-Marchand | Frankrijk       | 2:23,784 |      |

Kwartfinale 5
| # | Naam             | Land       | Tijd     | Opm. |
| - | ---------------- | ---------- | -------- | ---- |
| 1 | Kim Boutin       | Canada     | 2:17,739 | Q    |
| 2 | Lee Yu-bin       | Zuid-Korea | 2:17,851 | Q    |
| 3 | Cynthia Mascitto | Italië     | 2:20,268 | Q    |
| 4 | Yuki Kikuchi     | Japan      | 2:22,192 |      |
| 5 | Shione Kaminaga  | Japan      | 2:22,261 |      |
| 6 | Uliana Dubrova   | Oekraïne   | 2:26,832 |      |

Kwartfinale 6
| # | Naam                    | Land            | Tijd     | Opm. |
| - | ----------------------- | --------------- | -------- | ---- |
| 1 | Suzanne Schulting       | Nederland       | 2:18,810 | Q    |
| 2 | Hanne Desmet            | België          | 2:18,931 | Q    |
| 3 | Sofia Prosvirnova       | Russische ploeg | 2:19,432 | Q    |
| 4 | Zhang Chutong           | China           | 2:19,839 | q    |
| 5 | Natalia Maliszewska     | Polen           | 2:25,850 |      |
| 6 | Jekaterina Jefremenkova | Russische ploeg | no time  |      |

### Halve finales
Halve finale 1
| # | Naam              | Land             | Tijd     | Opm. |
| - | ----------------- | ---------------- | -------- | ---- |
| 1 | Lee Yu-bin        | Zuid-Korea       | 2:22,157 | Q    |
| 2 | Arianna Fontana   | Italië           | 2:22,196 | Q    |
| 3 | Kim Boutin        | Canada           | 2:22,371 | QB   |
| 4 | Kim A-lang        | Zuid-Korea       | 2:22,420 | QB   |
| 5 | Sofia Prosvirnova | Russische ploeg  | 2:22,546 |      |
| 6 | Corinne Stoddard  | Verenigde Staten | 2:22,632 |      |
| 7 | Zhang Chutong     | China            | 2:26,717 |      |

Halve finale 2
| # | Naam              | Land             | Tijd     | Opm. |
| - | ----------------- | ---------------- | -------- | ---- |
| 1 | Suzanne Schulting | Nederland        | 2:18,942 | Q    |
| 2 | Hanne Desmet      | België           | 2:19,001 | Q    |
| 3 | Cynthia Mascitto  | Italië           | 2:20,272 | QB   |
| 4 | Michaela Hrůzová  | Tsjechië         | 2:21,386 | QB   |
| 5 | Kristen Santos    | Verenigde Staten | 2:31,067 | ADVB |
| 6 | Sumire Kikuchi    | Japan            | no time  | ADVB |
|   | Petra Jászapáti   | Hongarije        |          | PEN  |

Halve finale 3
| # | Naam             | Land             | Tijd     | Opm. |
| - | ---------------- | ---------------- | -------- | ---- |
| 1 | Choi Min-jeong   | Zuid-Korea       | 2:16,831 | Q,   |
| 2 | Han Yutong       | China            | 2:17,112 | Q    |
| 3 | Xandra Velzeboer | Nederland        | 2:18,303 | Q    |
| 4 | Courtney Sarault | Canada           | 2:18,316 | QB   |
| 5 | Rianne de Vries  | Nederland        | 2:18,712 |      |
| 6 | Zhang Yuting     | China            | 2:18,741 |      |
| 7 | Anna Vostrikova  | Russische ploeg  | 2:20,705 |      |
| 8 | Julie Letai      | Verenigde Staten | 2:23,315 |      |

### Finales
B-Finale
| #  | Naam             | Land             | Tijd     | Opm. |
| -- | ---------------- | ---------------- | -------- | ---- |
| 8  | Sumire Kikuchi   | Japan            | 2:37,915 |      |
| 9  | Kristen Santos   | Verenigde Staten | 2:45,492 |      |
| 10 | Kim Boutin       | Canada           | 2:45,568 |      |
| 11 | Courtney Sarault | Canada           | 2:45,606 |      |
| 12 | Cynthia Mascitto | Italië           | 2:45,697 |      |
| 13 | Kim A-lang       | Zuid-Korea       | 2:45,707 |      |
| 14 | Michaela Hrůzová | Tsjechië         | 2:46,664 |      |

A-Finale
| #      | Naam              | Land       | Tijd     | Opm. |
| ------ | ----------------- | ---------- | -------- | ---- |
| Goud   | Choi Min-jeong    | Zuid-Korea | 2:17,789 |      |
| Zilver | Arianna Fontana   | Italië     | 2:17,862 |      |
| Brons  | Suzanne Schulting | Nederland  | 2:17,865 |      |
| 4      | Hanne Desmet      | België     | 2:18,711 |      |
| 5      | Xandra Velzeboer  | Nederland  | 2:18,781 |      |
| 6      | Lee Yu-bin        | Zuid-Korea | 2:18,825 |      |
| 7      | Han Yutong        | China      | 2:19,060 |      |